# Вольфганг Зайлер
Вольфганг Зайлер (нім. Wolfgang Seiler; 4 серпня 1918 — 11 січня 1987, Гарміш-Партенкірхен) — німецький офіцер-підводник, оберлейтенант-цур-зее крігсмаріне.

## Біографія
16 вересня 1939 року вступив на флот. З квітня 1942 року — 1-й вахтовий офіцер на підводному човні U-616. З жовтня 1943 по січень 1944 року пройшов курс командира човна. З 9 січня по 21 грудня 1944 року — командир U-37.

## Звання
- Кандидат в офіцери (16 вересня 1939)
- Морський кадет (1 лютого 1940)
- Фенріх-цур-зее (1 листопада 1940)
- Оберфенріх-цур-зее (1 листопада 1941)
- Лейтенант-цур-зее (1 травня 1942)
- Оберлейтенант-цур-зее (1 жовтня 1943)